# Yport
Yport är en kommun i departementet Seine-Maritime i regionen Normandie i norra Frankrike. Kommunen ligger i kantonen Fécamp som tillhör arrondissementet Le Havre. År 2022 hade Yport 701 invånare.

## Befolkningsutveckling
Antalet invånare i kommunen Yport
| Referens: INSEE |